# Scaphoideus accumulator
Scaphoideus accumulator är en insektsart som beskrevs av Barnett 1979. Scaphoideus accumulator ingår i släktet Scaphoideus och familjen dvärgstritar. Inga underarter finns listade i Catalogue of Life.